# Universität Radom
Die Kazimierz-Pułaski-Universität Radom (polnisch Uniwersytet Radomski im. Kazimierza Pułaskiego) ist eine staatliche Universität in Radom. Neben der Universität Warschau ist die Universität Radom die einzige klassische Universität in der polnischen Woiwodschaft Masowien. Die Universität wurde 2023 als Ergebnis der Umwandlung der ehemaligen Radomer Universität für Technologie und Geisteswissenschaften (polnisch Uniwersytet Technologiczno-Humanistyczny) gegründet. Sie führt die Tradition der 1950 gegründeten Ingenieurschule der Obersten Technischen Organisation (polnisch Szkoła Inżynierska Naczelnej Organizacji Technicznej).

## Fakultäten

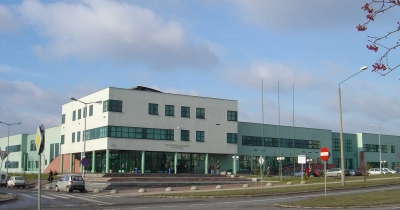
Universität Radom – Fakultät für Wirtschaft und Finanzen

Die Universität hat die folgenden Fakultäten:
- Fakultät für Wirtschaft und Finanzen
- Fakultät für Philologie und Pädagogik
- Fakultät für Chemieingenieurwesen und Rohstoffwissenschaften
- Fakultät für Maschinenbau
- Fakultät für Medizinische Wissenschaften und Gesundheitswissenschaften
- Fakultät für Recht und Verwaltung
- Fakultät für Kunst
- Fakultät für Verkehr, Elektrotechnik und Informatik